# Гадяч (село)
Га́дяч — село в Україні, у Берестинському районі Харківської області. Населення становить 34 осіб. Орган місцевого самоврядування — Мартинівська сільська рада.

## Географія
Село Гадяч знаходиться на лівому березі річки Берестова, вище за течією на відстані 1,5 км розташоване село Вознесенське, нижче за течією на відстані 1 км розташоване село Кам'янка, на протилежному березі — село Леб'яже. Через село проходить автомобільна дорога Т 2119. Село оточене невеликими лісовими масивами.

## Історія
1790 — дата заснування.
1997 — до Гадяча приєднали село Катеринівка.

## Населення
Згідно з переписом УРСР 1989 року чисельність наявного населення села становила 41 особа, з яких 15 чоловіків та 26 жінок.
За переписом населення України 2001 року в селі мешкали 34 особи.

### Мова
Розподіл населення за рідною мовою за даними перепису 2001 року:
| Мова       | Відсоток |
| ---------- | -------- |
| українська | 88,24 %  |
| російська  | 11,76 %  |